# Як Ґрінч украв Різдво (фільм, 2000)
«Як Ґрінч украв Різдво» (рекламований як «Ґрінч») — це американська різдвяна комедійна стрічка 2000 року режисера Рона Говарда, написана парою сценаристів Джефрі Прайсом та Пітером С. Сіменом, які взяли за основу однойменну історію автора Доктора Сьюза 1957 року. Це була перша книга цього автора, яку адаптували до повнометражної кінострічки.
Оскільки стрічка базується на дитячій ілюстрованій книзі, необхідно було здійснити багато доповнень, аби довести її до повнометражного формату, серед яких інформація щодо передісторії головного персонажа. Більшість віршів із книги були присутні й у фільмі, хоча деякі рядки було до певної міри відредаговано, і кілька нових рим додано.
Фільм також запозичив деякі елементи музики та персонажів, як-от зелений колір шкіри Ґрінча, з анімованого спецвипуску 1966 року «Як Ґрінч украв Різдво!». Продюсерами стрічки були Говард та Браян Ґрейзери, у ролях були Джим Керрі, Джефрі Тембор, Крістін Баранскі, Біл Ірвін, Моллі Шеннон, Джош Раян Еванс та Тейлор Момсен.
Стрічка протрималась чотири тижні на першому місці у рейтингу в США. «Ґрінч» посідає друге місце у списку найкасовіших святкових фільмів усіх часів, поступаючись лише стрічці «Сам удома».

## Сюжет
Усі мешканці Хувілля радісно насолоджуються святкуванням Різдва, крім Ґрінча (Джим Керрі), який з ненавистю відштовхує свято і мешканців міста, та час від часу жорстко кепкує над ними. Внаслідок цього, нікому він не подобається та ніхто про нього не турбується. Тим часом, 6-річна Сінді Лу (Тейлор Момсен) вважає, що усі нехтують суттю Різдва, клопочучись про подарунки та урочистості. Після того, як її двох братів переслідує Ґрінч, коли вони заходять на його територію, та як вона перестріла його біля поштового підділення, де він рятує їй життя, Сінді Лу зацікавлюється його історією. Вона розпитує усіх, хто що про нього знає, та незабаром дізнається про його трагічне минуле.
Взагалі, Ґрінч прибуває до Хувілля помилково ще малям, його приймають дві старші сестри. Хоча в нього і були певні садистські нахили в дитинстві, він був радше боязким, а не жорстоким та себелюбним, яким він стане потім. Через незвичну зовнішність з нього знущались однокласники, здебільшого Мей Ху (Джефрі Тембор), що в майбутньому стане мером міста. Не робила цього лише Марта Мей Хув'є (Крістін Баранскі), яка подобалась і Ґрінчеві і Мей Ху. Одної різдвяної пори, коли йому було 8 років, Ґрінч зробив подарунок Марті, але здійснив спробу поголити обличчя після кепкування з його «бороди», та випадково порізався. Коли наступного ранку однокласники побачили його обличчя, усе вкрите пластирем, вони знову його висміяли. Втративши терпець, Ґрінч розшаленів та втік жити на північ від Хувілля, на гору Крампіт.
Сінді Лу, зворушена його історією, вирішує зробити Ґрінча головним учасником Хубілатона, попри значне незадоволення Мера Мей Ху, який неохоче погоджується на це під тиском людей міста, що подобрішали від великодушності Сінді Лу. Коли вона йде до гори Крампіт та передає запрошення Ґрінчеві, той відмовляє. Поступово він змінює свою думку, здебільшого через обіцянку нагороди, нагоди побачити Марту та засмутити мера. Щойно Ґрінч починає входити в смак та майже перемагає, Мей Ху дарує йому електричну бритву, нагадуючи тому про жахливе приниження в школі. Потім Мей Ху освідчується Марті, обіцяючи авто за згоду. Все це доводить Ґрінча до відкритої лайки на мешканців та критики Різдва; аби соромом віднадити їх від його святкування він стверджує, що свято полягає лише в отриманні подарунків, які вони згодом викинуть. Далі він переходить до руйнування вечірки: підпалює вбрану різдвяну ялинку.
Коли Ґрінч дізнається, що його напад не зруйнував різдвяного настрою жителів Хувілля, він натомість вигадує план поцупити усі їхні подарунки, поки ті спатимуть. Змайструвавши вбрання та санчата Санти, впрягши свого собаку Макса як «оленя», Ґрінч летить навколо Хувілля, крадучи усі подарунки. Його майже викриває Сінді Лу, проте йому вдається відбрехатись і втекти. Наступного дня мешканці Хувілля виявляють оборудку Ґрінча та Мей Ху звинувачує у всьому Сінді Лу. Однак її батько, Лу Лу Ху (Біл Ірвін), листоноша Хувілля, зрештою вирішує заповзятись та нагадує всім, що різдвяний настрій у них все ще є, та що основним значенням різдвяного духу є проведення часу з рідними та друзями. Люди приймають його промову та починають співати. Сподіваючись на те, що зміна настрою надихне Ґрінча, Сінді Лу збирається на гору Крампіт, щоб його знайти.
Ґрінч видає свої наміри зіштовхнути поцуплені подарунки з верхівки гори щойно почує плач мешканців Хувілля. Щоправда, замість плачу він чує їхні радісні співи. До розлюченого невдачею свого плану Ґрінча приходить увідомлення, що справжньою суттю Різдва є не матеріальні подарунки, а проведення часу з рідними та близькими. Це просвітлення його так глибоко розчулює, що його серце виростає утричі більшим, аніж було до того. Коли санчата, наповнені поцупленими подарунками, починають з'їжджати з кручі, Ґрінч відчайдушно намагається врятувати їх, проте невдало. Однак, коли він розуміє, що Сінді Лу прийшла побажати йому веселого Різдва і їй загрожує небезпека впасти з кручі разом із санчатами, Ґрінч набирається достатньо сил, аби витягти їх, подарунки та Сінді, з небезпеки.
Після довгого сходження униз горою Крампіт, Ґрінч повертається до Хувілля з Сінді та подарунками. Він зізнається в крадіжках, слізно перепрошує за свої вчинки та здається поліції по її прибуттю. Тим не менше, мешканці миряться з ним, всупереч бажанню мера. Марта відхиляє освідчення Мея Ху та вирішує натомість залишитись з Ґрінчем. Задоволений Ґрінч розпочинає нове життя в містечку, відсвяткувавши Різдво з мешканцями у своїй печері.

## Актори
- Джим Керрі у ролі Ґрінча, зеленої істоти-мізантропа, що ненавидить Різдво та жителів Хувілля. В історії про його походження розповідається, що він почав ненавидіти Різдво після того, як його однокласники покепкували з нього, коли він намагався поголитись. Перед кандидатурою Керрі на роль Ґрінча також розглядали Джека Ніколсона та Едді Мерфі[5].
  - Джош Раян Еванс у ролі 8-річного Ґрінча;
- Тейлор Момсен у ролі Сінді Лу Ху, молодої жительки Хувілля, яка вважає, що дух Різдва у містечку втрачено. У цій версії їй 6 років, в той час як і в книзі і в спецвипуску їй було «не більше двох».
- Джефрі Тембор у ролі Мера Авґустуса Мей Ху, грубого, зарозумілого та осудливого мера містечка Хувіль. Історія оповідає, що він був шкільним хуліганом та насміхався над Ґрінчем за його голене обличчя, що й підштовхнуло Ґрінча до його ненависті до Різдва. Також мер осуджує Ґрінча за першої-ліпшої нагоди та хоче мати Різдво без Ґрінча.
  - Бен Букбайндер грає 8-річного Авґустуса Мей Ху.
- Крістін Баранскі у ролі Марти Мей Хув'є, кохання всього Ґрінчевого життя та об'єкту романтичного інтересу Мера Ху. Врешті-решт вона відштовхує Мера та обирає Ґрінча.
  - Лендрі Олбрайт у ролі 8-річної Марти Мей Хув'є.
- Білл Ірвін у ролі Лу Лу Ху, батька Сінді Лу та листоноші Хувілля.
- Моллі Шеннон у ролі Бетті Лу Ху, матері Сінді Лу та суперниці Марти Мей у змаганні з прикрашання будинку.
- Клінт Говард у ролі Хубріса, підлабузливого помічника мера.
- Мінді Стерлінг у ролі Кларнелли Ху, одної з доглядальниць Ґрінча в дитинстві.
- Джеремі Говард та Ті Джей Тайн у ролях Дрю та Стю Лу Ху, розбишакуватих синів Лу та Бетті; брати Сінді Лу.
- Джим Мескімен у ролі головного поліцейського Хулігана.
- Брайс Даллас Говард у ролі здивованого Ху.
- К'оріанка Кілчер у ролі дівчинки у хорі.
- Ентоні Гопкінс у ролі оповідача.

## Нагороди
Фільм отримав три номінації на премію Оскар, серед них: за «Найкращий дизайн костюмів» (Ріта Раяк) та «Найкращу роботу художника-постановника» (Майкл Коренбліс та Мерідет Бозвелл). Номінанти Рік Бейкер та Ґейл Ровелл-Раян перемогли у номінації «Найкращий макіяж». На церемонії Золотий Глобус Джима Керрі номінували у категорії «Найкращий актор — Анімований мюзикл або комедія», проте він програв Джорджу Клуні за його роль у О, де ж ти, брате?
Стрічка також здобула нагороду Блімп у номінації «Улюблений фільм» та «Улюблений актор кіно». Фільм отримав премію Сатурн за найкращий музичний супровід. Попри це, його також номінували на дві Золотих Малини (2000) у категоріях «Найгірший римейк або сиквел» та «Найгірший сценарій», проте перемогу отримали Книга тіней: Відьма з Блер 2 та Поле битви — Земля.